# Транспорт Гродно
Гродно (Белоруссия) является крупным транспортным узлом, расположенным на перекрестке путей, соединяющие Запад и Восток. В городе функционирует железнодорожный вокзал, автовокзал, аэропорт, развита сеть общественного автобусного и троллейбусного транспорта и такси.

## Междугородний и международный
- Железнодорожный вокзал в 1982 году
- Железнодорожный вокзал в 2012 году на завершающих стадиях строительства
- Железнодорожный вокзал сегодня

В городе расположен железнодорожный вокзал, который ежедневно обслуживает до 30 пар поездов (в том числе международного, внутриреспубликанского и пригородного сообщения) и до 10 тысяч человек. Вокзал принимает и отправляет поезда в такие города, как Минск, Москва, Санкт-Петербург, Унеча, Витебск, Гомель, Брест, Мурманск, Белосток и др.
На расстоянии 18 км от города находится аэропорт «Гродно», который может принимать самолёты любого класса. Аэропорт имеет статус международного, который был присвоен в 1993 году. Площадь аэропорта — 225,2 гектар.
Гродно связан с другими городами автобусным сообщением. Ежедневно с гродненского автовокзала отправляется около 3750 пассажиров.
Также в Гродно находится речной порт.

### Городской

#### История
В Гродно впервые тема городского автобусного сообщения возникла в 1929 г. Комиссия решила, что в Гродно могут курсировать минимум четыре автобуса. Цена за проезд должна составлять не менее 25 грошей.
Уже в следующем году на улицах появились первые городские автобусы. 23 января состоялось заседание городского Совета, в повестке дня которого было предоставление права на открытие городского автобусного сообщения. К тому времени Совет имел на выбор шесть представленных на рассмотрение вариантов. Он принял решение передать право на открытие автобусного сообщения Союзу городских извозчиков, который с этой целью создал кооператив.
Городское автобусное сообщение на момент начала его деятельности должно быть организовано на двух линиях, а именно по следующим маршрутам:
- Линия № 1 — начало на Грандичском шоссе («Поселок почтовых служащих и офицеров»), далее следует по ул. Грандичской, затем по ул. Пушкинской, Пионерской через Театральную площадь и мост, по улицам Почтовой, Банковой, Бригитской и Скидельской до конца этой улицы, затем обратно по этому же маршруту.
- Линия № 2 — начало возле железнодорожного вокзала, далее по улицам Ожешковой, Доминиканской, Мостовой, через мост для гужевого транспорта на Немане, по улицам Левонабережной, Липовой до проектируемой улицы за табачной фабрикой, далее по ул. Белостокской и Лососянской до ул. Липовой, затем по обратному маршруту, указанному в начале".

Время работы автобусов на маршрутах — с 6 часов 30 минут до 23 часов 30 минут.
На заседании 1 апреля 1930 г. магистрат заключил договор с Союзом городских извозчиков, который стал называться Autoruch. 26 мая определил, что Autoruch обязан пустить первые два автобуса по маршруту 5 июня, а накануне предъявить комиссии магистрата автобусы для регистрации. Но в назначенный день торжественное открытие не состоялось, так как по техническим причинам концессионер не смог предъявить автобусы к осмотру. С опозданием на несколько дней движение автобусов всё же открыли, и об этом событии 13 июня сообщила газета Przegląd kresowy: «Уже четыре дня курсируют два автобуса городского автобусного сообщения от вокзала до станции Лососно».
База автобусного общества Autoruch была расположена по адресу улица Magistracka, 1. Ныне это ул. Доминиканская, а во дворе, где сейчас находятся гаражи администрации Ленинского района, стояли автобусы.
Автобусное сообщение в городе сразу же приобрело популярность. Два автобуса, курсирующие от железнодорожного вокзала до ст. Лососно, постоянно были переполнены, поэтому общество Autoruch до получения заявленных новых автобусов приняло решение взять в аренду ещё один автобус в городе и выпустить его на маршрут.
Кроме городских были пригородные и междугородные маршруты. Автобусная станция в Гродно находилась на площади Стефана Батория. Собственно, это была не станция, а обыкновенная остановка, где расписание прибытия и отправления автобусов можно было найти на ближайшем столбе.
К концу 1930-х годов в Гродно действовало уже несколько автобусных линий, на которых пассажиров перевозили автобусы зарубежного производства, такие как Ford, FIAT, Saurer, Chevrolet, а также автобусы польской сборки — PZInż ZAWRAT, FIAT 621L.

#### Нынешнее состояние
Общая длина городских улиц и проездов составляет около 225 километров. В то же время протяженность маршрутной сети городского пассажирского транспорта — более 1200 км. Маршрутная сеть представлена 94 маршрутами: 58 (в том числе 8 экспрессных) — автобусными, 23 — троллейбусными (в том числе четверо из маршрутов обслуживается полубесконтактными троллейбусами) и 15 — маршрутных такси. Ежедневно на линиях работают 129 автобусов, 121 троллейбус и 157 микроавтобусов.
Автобусный парк является дочерним предприятием «Гроднооблавтотранс». Парк был образован в 1940 году на базе Гродненского автобусного общества. 20 января 2010 года ДУП «Автобусный парк № 1» был преобразован в РУП «Автобусный парк города Гродно». 28 декабря 2010 года РУП «Автобусный парк города Гродно» реорганизован в ОАО «Автобусный парк города Гродно».
В 2010 году — для обновления подвижного состава городской колонны автобусного парка — были приобретены 21 автобус, в том числе: 4 автобуса «Радзимич», 12 автобуса «МАЗ-107», 5 автобусов «МАЗ-206». На данный момент (2012) подвижной состав автобусного парка представлен моделями «МАЗ-103», «МАЗ-105», «МАЗ-203», «МАЗ-206», «МАЗ-256», «МАЗ-152», «МАЗ-251».
В 2014 г. автобусный парк приобретет 12 автобусов МАЗ-203, некоторые из них уже в городе.
В 2018 году насчитывалось 48 автобусных маршрутов, плюс дополнительный 1 экспрессный.
Гродненский троллейбус начал свою деятельность 5 ноября 1974 года. Подвижной состав насчитывает 141 троллейбус. Для обновления подвижного состава Троллейбусным управлением в 2010 году были приобретены 10 троллейбусов, в том числе: 6 троллейбусов — по договору плановой поставки, 4 троллейбуса — по договору лизинга.
В 2020 году насчитывается 23 троллейбусных маршрутов.
В городе также действует развитая сеть маршрутных такси. Принципиальное их достоинство заключается в том, что маршруты данного вида транспорта не дублируют автобусные и троллейбусов маршруты, в являются отличными от них. На сегодняшний день существует 27 маршрутов такси (1Т — 36Т).

## Книги
1. 1 2  Марцинович, 2008, с. 5.